# 李吳滋
李吳滋（1574年—1662年），字伯可，號如穀，南直隸蘇州府吳縣人，明朝政治人物。

## 生平
來自蘇州長洲莊渠李氏家族，為長房李孟莊支之後，本支先祖曾輾轉遷居漢陽、太倉、嘉定、浙江各地。父李志學（字見海，號銳爾）入吳縣庠學。李吳滋是萬曆三十四年（1606年）丙午科應天鄉試舉人，四十七年（1619年）己未科三甲第五十二名進士。兵部觀政，本年六月授福建崇安縣知縣，天啓二年考察，調補德清縣知縣，五年補龍溪縣知縣，六年升南京刑部福建司主事，七年升郎中，崇禎三年（1630年）出為寶慶府知府，寶慶有捐官者仗勢欺壓人民，他充公其家產歸還給數十名受害者，有財勢的人都因此畏懼服從。四年調武昌府知府，七年升湖廣按察司副使，致仕歸里。康熙元年（1662年）卒，享年八十九歲，入祀寶慶府名宦祠。

## 家族
曾祖李杰。祖李在。父李志學，庠生。
夫人徐氏，有二子：長子李模；次子李楷。

## 引用
1. 1 2  錢海岳《南明史·卷三十三·列傳第九》：李模，字子木，吳縣人。父吳滋，字如穀。萬曆四十七年進士。歷崇安、德清、龍溪知縣，刑部主事、郎中，出為武昌知府、湖廣副使。以漕作大璫歸。卒年八十九。
2. ↑  .   [2025-01-20]. （原始内容存档于2025-01-20）.
3. ↑  .  (PDF).   [2025-01-20]. （原始内容存档 (PDF)于2025-01-21）.
4. ↑  光緒《嘉定縣志·卷十四·選舉志上》：（萬曆）三十四年丙午（舉人）……李吳滋 太倉籍，居婁塘，徙吳縣
5. ↑  《萬曆四十七年己未科進士履歷》：李吳滋，如穀，易四房，丁亥十二月初七日生。吴县人，丙午一百十六，会一百七十三，三甲五十二。兵部政，本年六月授福建崇安知縣，壬戌考察，補德清，乙丑補龍溪知縣，丙寅升南刑部福建司主事，丁卯升郎中，庚午升宝庆知府，辛未調武昌府，甲戌升本省付使。
6. ↑  光緒《嘉定縣志·卷十六·人物志一》：李吳滋，字伯可，父志學諸生，以篤行稱。吳滋登萬厯己未進士，知崇安、德清、龍溪縣，厯南刑部主事、郎中，出知寶慶府。有貲郎倚勢為民害，吳滋籍其產還受害者數十家，豪民讋服。調武昌，終湖廣副使歸，卒年八十九，祀寶慶名宦，子模。